# Parijs-Tours 2006
De 100e editie van de wielerwedstrijd Parijs-Tours werd verreden op 8 oktober 2006 tussen Saint-Arnoult-en-Yvelines en Tours. Het parcours ging over 254,5 km was grotendeels vlak, met enkele kleine heuveltjes in de finale.

## Verloop
De beslissing viel al vroeg. Een groep van 23 renners, waaronder de latere winnaar, reed al na een dikke dertig kilometer weg. Tien kilometer voor de finish reed Frédéric Guesdon van zijn medevluchters en kreeg Kurt-Asle Arvesen mee. In de onderlinge sprint bleek de Fransman de meest frisse van de twee te zijn. Stuart O'Grady won de sprint van de achtervolgende groep.
| Parijs-Tours 2006 (254,5 km) |                   |                       |          |
| Plaats                       | Naam              | Ploeg                 | Tijd     |
| Winnaar                      | Frédéric Guesdon  | La Française des Jeux | 5u31'11" |
| 2                            | Kurt-Asle Arvesen | Team CSC              | z.t.     |
| 3                            | Stuart O'Grady    | Team CSC              | + 8"     |
| 4                            | Thor Hushovd      | Crédit Agricole       | z.t.     |
| 5                            | Aljaksandr Oesaw  | AG2R Prévoyance       | z.t.     |
| 6                            | Baden Cooke       | Unibet.com            | z.t.     |
| 7                            | Frank Høj         | Team Gerolsteiner     | z.t.     |
| 8                            | Danilo Napolitano | Lampre-Fondital       | z.t.     |
| 9                            | Tom Steels        | Davitamon-Lotto       | z.t.     |
| 10                           | Filippo Pozzato   | Quick Step-Innergetic | z.t.     |
|                              |                   |                       |          |
| 21                           | Aart Vierhouten   | Skil-Shimano          | z.t.     |